# 雅乌
雅乌是巴西圣保罗州的一个市镇。总面积688.337平方公里，总人口135546人，人口密度196.9人/平方公里。